# Pierre Lauofo
Fonotoe Nuafesili Pierre Lauofo est un homme politique samoan.
Titulaire d'une licence de Droit de l'Université d'Otago en Nouvelle-Zélande, puis d'un diplôme d'études supérieures en droit des sociétés de l'Université Bond en Australie, il est d'abord entrepreneur, directeur ou directeur général de plusieurs entreprises samoanes, dont une compagnie de station touristique. Il est par la suite avocat d'État (solicitor) au bureau du Procureur général, directeur d'un cabinet d'avocat, et vice-président de la Law Society des Samoa, le corps professionnel des solicitors.
Il est élu député au Fono (le Parlement national) lors d'une élection partielle en 2005, représentant la circonscription d'Anoama'a-ouest et le Parti pour la protection des droits de l'homme, parti conservateur au pouvoir. Réélu lors des législatives de 2006, il est nommé ministre associé aux Ressources naturelles et à l'Environnement, chargé également des organismes publics de gestion des terres, de l'organisme national de recherche scientifique, et de l'autorité nationale des infrastructures sportives. Il est reconduit sans adversaire à son siège de député lors des élections législatives de 2011, et le Premier ministre Tuilaepa Sailele Malielegaoi le nomme vice-Premier ministre, ministre du Commerce, des Industries et du Travail, et ministre chargé des relations avec le Parlement. Il a également la responsabilité ministérielle pour trois entreprises publiques de transport : Polynesian Airlines, la Samoan Shipping Corporation, et la Pacific Forum Line.